# Stina Beck-Friis
Christina (Stina) Augustina Beck-Friis, född 21 augusti 1865 på Börringeklosters slott i Malmöhus län, död 1954, var en svensk konstnär och bokillustratör.
Hon studerade måleri för Thekla Hasselquist, Kerstin Cardon, danska figurmålaren Hans Peter Lindeburg, franska djurmålaren Gaston Guignard och amerikanska konstnären Lazard. Hon har utfört illustrationer till läseboken Sörgården (1912) av Anna Maria Roos, diverse sagoböcker och jultidningar, målat porträtt och landskap.
Hon var dotter till Corfitz Beck-Friis (som vid farfaderns död 1870 övertog grevetiteln) och Christina Nordenfeldt och syster till Lave, Joachim och Augustin Beck-Friis.